# Rasmus Windingstad
Rasmus Windingstad (31 ottobre 1993) è uno sciatore alpino norvegese.

## Biografia
Rasmus Windingstad ha debuttato in gare valide per il punteggio FIS il 22 novembre 2008 a Geilo. Nel 2013 ha iniziato a partecipare a competizioni sciistiche di alto livello esordendo in Coppa Europa, il 30 novembre a Trysil, giungendo 17º in slalom gigante.
Il 2 febbraio 2014 ha partecipato alla sua prima gara di Coppa del Mondo, lo slalom gigante di Sankt Moritz, senza riuscire a terminare la prima manche. Un mese dopo si è aggiudicato la medaglia di bronzo, nella stessa specialità, ai Mondiali juniores di Jasná in Slovacchia, piazzandosi alle spalle dei compagni di squadra Henrik Kristoffersen e Marcus Monsen. L'11 marzo dello stesso anno a Soldeu ha conquistato il suo primo podio in Coppa Europa (3º in slalom gigante).
Il 18 dicembre 2014 ha conquistato il primo successo in Coppa Europa, nello slalom gigante tenutosi sulle nevi di Pozza di Fassa, mentre ai successivi Mondiali di Vail/Beaver Creek 2015, suo esordio iridato, è stato 31º nello slalom gigante. Ai Mondiali di Åre 2019 si è classificato 13º nello slalom gigante e 13º nella combinata; nello stesso anno in Coppa del Mondo ha ottenuto, il 9 marzo in slalom gigante sulla Podkoren di Kranjska Gora, il suo primo podio (2º) e in seguito, il 23 dicembre in slalom parallelo sulla Gran Risa dell'Alta Badia, la prima vittoria. Ai XXIV Giochi olimpici invernali di Pechino 2022, sua prima presenza olimpica, ha vinto la medaglia di bronzo nella gara a squadre (partecipando come riserva), si è classificato 29º nel supergigante e non ha completato lo slalom gigante; ai Mondiali di Courchevel/Méribel 2023 si è piazzato 16º nello slalom gigante e 5º nel parallelo e a quelli di Saalbach-Hinterglemm 2025 è stato 32º nel supergigante.

## Palmarès
- 1 medaglia:
  - 1 bronzo (gara a squadre a Pechino 2022)

### Mondiali juniores
- 1 medaglia:
  - 1 bronzo (slalom gigante a Jasná 2014)

### Coppa del Mondo
- Miglior piazzamento in classifica generale: 33º nel 2023
- 3 podi (2 in slalom gigante, 1 in slalom parallelo):
  - 1 vittoria (in slalom parallelo)
  - 1 secondo posto (in slalom gigante)
  - 1 terzo posto (in slalom gigante)

#### Coppa del Mondo - vittorie
| Data             | Località   | Paese  | Specialità |
| ---------------- | ---------- | ------ | ---------- |
| 23 dicembre 2019 | Alta Badia | Italia | PR         |

Legenda:

PR = slalom parallelo

#### Coppa del Mondo - gare a squadre
- 1 podio:
  - 1 vittoria

### Coppa Europa
- Miglior piazzamento in classifica generale: 5º nel 2015
- 12 podi:
  - 2 vittorie
  - 3 secondi posti
  - 7 terzi posti

#### Coppa Europa - vittorie
| Data             | Località       | Paese      | Specialità |
| ---------------- | -------------- | ---------- | ---------- |
| 18 dicembre 2014 | Pozza di Fassa | Italia     | GS         |
| 8 febbraio 2017  | Jasná          | Slovacchia | GS         |

Legenda:

GS = slalom gigante

### Nor-Am Cup
- Miglior piazzamento in classifica generale:
- 1 podio:
  - 1 terzo posto

### South American Cup
- Miglior piazzamento in classifica generale: 7º nel 2018
- Vincitore della classifica di combinata nel 2018
- 4 podi:
  - 3 vittorie
  - 1 secondo posto

#### South American Cup - vittorie
| Data              | Località    | Paese | Specialità |
| ----------------- | ----------- | ----- | ---------- |
| 2 settembre 2017  | El Colorado | Cile  | GS         |
| 18 settembre 2017 | El Colorado | Cile  | KB         |
| 1 settembre 2018  | El Colorado | Cile  | GS         |

Legenda:

SG = slalom gigante

KB = combinata

### Campionati norvegesi
- 8 medaglie:
  - 6 ori (combinata nel 2017; supergigante, slalom gigante, combinata nel 2018; slalom gigante, combinata nel 2019)
  - 2 argenti (slalom gigante nel 2017; slalom gigante nel 2023)